# Absint
 For alternative betydninger, se Absint (flertydig). (Se også artikler, som begynder med Absint)
 Der er for få eller ingen kildehenvisninger i denne artikel, hvilket er et problem. Du kan hjælpe ved at angive troværdige kilder til de påstande, som fremføres i artiklen.

Absint er en alkoholisk drik, der var meget udbredt i Frankrig i 1800-tallet.
Bestanddelen havemalurt hedder på græsk apsinthion og på latin Artemisia absinthium, heraf navnet "absint". På andre sprog brugte man det franske navn, tilpasset lokal retskrivning; på dansk står der "absint" i Retskrivningsordbogen.

## Fremstilling
Absint fremstilles ved, at man lader havemalurt, fennikel og anis trække i stærk alkohol. Resultatet destilleres til en klar væske (hvid absint eller absinthe blanche), der kan indfuseres med urter såsom romersk malurt (Artemisia pontica) og isop. Klorofylet fra bladene giver den færdige absint en grøn farve; deraf drikkens kælenavn, "den grønne fe". I absint indgår der ofte 10-15 urter efter den ønskede smag. Forskellige producenter bruger forskellige opskrifter, der foreskriver alt fra mynte og citronmelisse til muskatnød.
Siden tilsættes vand. Den færdige absint indeholder typisk mellem 50 og 75 procent alkohol, men kan også fås med op til 80 procent alkohol (direkte fra kedlen). En simplere fremstillingsmetode består i at blande alkohol med essentielle olier fra de nævnte urter, hvilket dog giver en ringere kvalitet.

## Historie
Ifølge nogle kilder blev drikken opfundet i 1792 af den franske læge Pierre Ordinaire, der var flygtet til Schweiz fra den franske revolution. De schweiziske Henriod-søstre Henriod fik opskriften af ham, og der produceres i dag en absint opkaldt efter Ordinaire. Henriod-søstrene kaldte den Bon Extrait d’Absinthe og solgte den med urter som kamille, fennikel, koriander, spinat og persillerod. Pierre Ordinaire foreskrev drikken som hostesaft og styrkedrik. Den franske forretningsmand Henri Dubied købte den hemmelige opskrift af søstrene eller lægen – og ved hjælp af sin ven Henri-Louis Pernod begyndte han en masseproduktion i 1798. Samme år byggede Dubied og Pernod det første absint-destilleri i den schweiziske by Couvet under navnet Dubied Père et Fils. Salget gik så godt, at de i 1805 byggede et destilleri i Pontarlier i Frankrig.
I begyndelsen blev drikken markedsført for sine medicinske egenskaber; franske soldater fik den ofte med i rationerne som beskyttelse mod tropesygdomme bl.a. under Algierkrigen i 1864-71. Efterhånden ændrede opfattelsen sig, og mange mente, at den var mere skadelig end andre former for alkohol. Problemet var ifølge sagkundskaben anført af lægen Valentin Magnan, at malurt – foruden de ønskede smagsstoffer – indeholder nervegiften thujon, som man mente gav kronisk hjerneskade ved langvarig brug. Derfor blev absinten forbudt i USA i 1912, i Frankrig i 1915, men aldrig i Storbritannien, så man kunne ved nytårsfejringen i London i 1999 drikke absint importeret fra Tjekkiet. I Danmark og Spanien blev der heller ikke indført noget forbud, og der blev fortsat produceret absint i Spanien.
I oprindelseslandet Schweiz blev absint forbudt efter folkeafstemning i 1908, og forbuddet trådte i kraft den 7. oktober 1910. Drikken blev dog stadig fremstillet i hjemegnen, Val-de-Travers, hvor hele 80 hemmelige destillerier holdt gang i produktionen, mens øvrigheden lod som ingenting. Fra 1. marts 2005 blev absint lovlig igen i Schweiz, men må ikke indeholde mere end 35 milliontedele (parts per million, ppm) thujon. I USA går grænsen ved mindre end 10 ppm. Ifølge undersøgelser foretaget af British Medical Journal indeholdt absint tappet før 1900 hele 260 ppm thujon.
Omkring 1900 blev absint forbundet med bohemelivet blandt digtere og billedkunstnere som Charles Baudelaire, Arthur Rimbaud, Paul Verlaine, Édouard Manet og Henri de Toulouse-Lautrec, men især var den arbejderklassens drik. Gennembruddet kom, da de franske vinmarker blev raseret af insektet phylloxera i 1863. Afholdsbevægelsen stod stærkt i Frankrig, og afholdsfolkene så ikke mildt på den billige, importerede absint, som var den, de fattige var henvist til at drikke. Fransk Blå Kors, Croix Bleu, indsamlede omkring 400.000 underskrifter for et forbud. De fik måske støtte af franske vinbønder, der gerne ville beholde markedsandele, når vinproduktionen kom i gang igen. I 1915 var der så mange klager over franske soldater, der kom berusede tilbage fra orlov, at staten forbød absint.
Siden er der opstået en fornyet interesse for drikken, og den bliver i dag fremstillet og solgt i en række lande – også i Frankrig. Når det kan lade sig gøre, hænger det sammen med fælles EU-regler for, hvor meget thujon en alkoholisk drik må indeholde, nemlig maksimalt 10 milligram pr. liter, hvis der er tale om spiritus, og 35 milligram, hvis produktet er klassificeret som en "bitter". Nu er der ikke et reelt forbud i ret mange lande; i Frankrig er det tilladt at fremstille og sælge absint, så længe etiketten ikke direkte betegner indholdet som sådan. Fransk absint har i dag derfor forskellige omskrivninger, såsom "Spiritus på udtræk af absint-urter".

## Effekt
Tujon påstås ofte at være et hallucinogen; der henvises til en vis kemisk lighed med hampens aktive stof, cannabinol. Denne lighed er dog rent overfladisk, og der er ingen endegyldig dokumentation for, at tujon har nogen hallucinerende virkning. Mange mener, at absint-rusen føles anderledes sammenlignet med andre former for alkohol. Fornemmelsen beskrives som "forfriskende" og "opløftende". Dette fænomen opleves også ved indtagelse af mindre berygtede anis-drikke, fx pastis, og tilskrives stoffet anethol. Absint er således ikke en form for narkotika, men først og fremmest en stærk, alkoholisk drik, der i fortyndet form har en alkoholprocent, der nærmer sig vin. At absint i nogle kredse er begyndt at blive populær igen, hænger i høj grad sammen med myten om kunstnerlivet i "La Belle Époque".

## Smag og indtagelse
Smagen af absint er præget af anis, som også kendes fra ouzo og pastis. Det giver en lakridsagtig smag. Traditionelt spædes absinten op med vand, hvilket bevirker, at drikken bliver uklar – et fænomen, der på fransk kaldes louche. Malurten giver absinten en mynteagtig, let bitter aroma, som ikke findes i andre anisdrikke. Dertil kommer ofte smag fra andre tilsatte urter.
Absint kan smages til med sukker. Oprindelig foregik det ved, at man simpelt hen rørte sukker eller sirop de gomme ud i absinten efter at have tilsat vand. I 1880'erne dukkede en ny metode op, hvor man brugte en særlig absint-ske – en flad ske med huller i til at lægge hen over glasset. Et stykke sukker lagdes oven på skeen, inden man hældte en fin vandstråle ned over det, så det langsomt blev opløst og dryppede ned i drikken. Senere blev der lavet særlige fontæner med små dryphaner, hvorfra vandet kunne dryppe ned over sukkeret. Nu om dage nydes absint oftest uden sukker, da den naturlige sødme fra anis og fennikel er rigeligt. Vigtigt er dog den langsomme, gerne drypvise, tilsætning af koldt vand, så smagsstofferne kommer bedst til udtryk.
I 1990'erne dukkede endnu et ritual op, hvor man hælder absint over sukkeret og sætter ild til, så det smelter. Denne fremgangsmåde bruges på barer i bl.a. Tyskland, Spanien og Tjekkiet. Det har dog intet med tradition at gøre og bør undgås. En grund er, at brændende alkohol kan være farligt, dels fordi flammen brænder meget klart og er svær at se, dels fordi glasset kan sprænges. En anden grund er, at karamelliseret sukker giver en dominerende, unødvendig bismag, der af kendere betragtes som ødelæggende for absintens egensmag. Ritualet ses oftest som underholdnings- og salgstrick for absint af dårlig kvalitet.

### Absint uden anis
Absint uden anis kaldes tjekkisk absint eller bøhmisk absint og bliver ikke louche (uklar) ved tilsætning af vand.